# Radical 70
El radical 70, representado por el carácter Han 方, es uno de los 214 radicales del diccionario de Kangxi. En mandarín estándar es llamado　方部, (fāng　bù, «radical “cuadrado”»); en japonés es llamado 方部, ほうぶ　(hōbu), y en coreano 방 (bang).
El carácter 方 es utilizado también para indicar el concepto de dirección. Este radical aparece por lo general en el lado izquierdo de los caracteres (por ejemplo en 施).

## Nombres populares
- Mandarín estándar: 方字旁, fāng zì páng, «carácter “cuadrado” en un lado».
- Coreano: 모방부, mo bang bu «radical bang-ángulo».
- Japonés:　方偏（かたへん, ほうへん）, katahen, hōhen,  «“dirección” en el lado izquierdo del carácter».[1]
- En occidente: radical «cuadrado».

## Galería
| Estilos antiguos                                 | Estilos antiguos                  | Estilos antiguos                        | Estilos antiguos                   | Estilos antiguos                   | Estilos empleados actualmente       | Estilos empleados actualmente  | Estilos empleados actualmente    | Estilos empleados actualmente   | Estilos empleados actualmente  |
|                                                  |                                   |                                         |                                    |                                    |                                     | 方                             | 方                               |                                 |                                |
| 甲骨文 jiǎgǔwén (escritura de huesos oraculares) | 金文 jīnwén (escritura de bronce) | 简帛 jiǎnbó (escritura de bambú y seda) | 篆文 zhuànwén (escritura de sello) | 篆文 zhuànwén (escritura de sello) | 隸書 lìshū (estilo de los escribas) | 楷書 kǎishū (estilo regular)   | 楷書 kǎishū (estilo regular)     | 行書 xǐngshū (estilo corriente) | 草書 cǎoshū (estilo de hierba) |
| 甲骨文 jiǎgǔwén (escritura de huesos oraculares) | 金文 jīnwén (escritura de bronce) | 简帛 jiǎnbó (escritura de bambú y seda) | 大篆 dàzhuàn (sello grande)        | 小篆 xiǎozhuàn (sello pequeño)     | 隸書 lìshū (estilo de los escribas) | 繁體／繁体 fántǐ (tradicional) | 简体／簡體 jiǎntǐ (simplificado) | 行書 xǐngshū (estilo corriente) | 草書 cǎoshū (estilo de hierba) |

## Caracteres con el radical 70

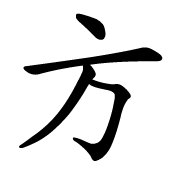

| trazos | carácter                |
| ------ | ----------------------- |
| + 0    | 方                      |
| + 4    | 斺 斻 於                |
| + 5    | 施 斾 斿 旀             |
| + 6    | 旁 旂 旃 旄 旅 旆 旊    |
| + 7    | 旇 旈 旉 旋 旌 旍 旎 族 |
| + 8    | 旐 旑                   |
| + 9    | 旒 旓 旔 旕             |
| + 10   | 旖 旗                   |
| + 12   | 旘 旙                   |
| + 13   | 旚                      |
| + 14   | 旛                      |
| + 15   | 旜 旝 旞                |
| + 16   | 旟                      |